# Campeonato Mundial de Esgrima de 1988
O Campeonato Mundial de Esgrima de 1988 foi a 51ª edição do torneio organizado pela Federação Internacional de Esgrima (FIE) entre 1 de julho a 3 de julho de 1988. O evento foi realizado em Orleães, França, reunindo apenas eventos não olímpicos. 

## Resultados
Os resultados foram os seguintes. 
Feminino
| Evento             | Ouro | ' Prata                                                                                      | Bronze                                                                                           |
| Florete individual | França · Brigitte Benon                                                                                     | França · Sophie Moressée-Pichot                                                              | Suécia · Ninni Eglén                                                                             |
| Florete por equipe | Alemanha Ocidental · Carmen Engert · Eva-Maria Ittner · Sabine Krapf · Renate Riebandt-Kaspar · Ute Schäper | França · Valérie Devaux · Nathalie Devillers · Sophie Moressée-Pichot · Jacqueline Rodenbach | Itália · Saba Amendolara · Alessandra Anglesio · Cecilia Salvioli · Elisa Uga · Nathalie Vezzali |

## Quadro de medalhas
País sede
| Ordem | País               | Medalha de ouro | Medalha de prata | Medalha de bronze |   |
| ----- | ------------------ | --------------- | ---------------- | ----------------- | - |
| 1     | França             | 1               | 2                |                   | 3 |
| 2     | Alemanha Ocidental | 1               |                  |                   | 1 |
| 3     | Itália             |                 |                  | 1                 | 1 |
|       | Suécia             |                 |                  | 1                 | 1 |
| TOTAL | TOTAL              | 2               | 2                | 2                 | 6 |